# Симонов, Кирилл Степанович
Кирилл Степанович Симонов — советский хозяйственный и политический деятель.

## Биография
Родился в 1917 году в Петрограде. Член КПСС.
Окончил Ленинградский институт инженеров железнодорожного транспорта.
В 1940—1947 гг. — инженер, заместитель начальника, начальник станции, заместитель начальника, начальник отделения Октябрьской железной дороги.

В период блокады Ленинграда работал на Дороге жизни, обеспечивая доставку грузов в осаждённый город по льду Ладожского озера в условиях артобстрелов и авиабомбардировок.

В 1947—1949 гг., а также в 1951—1952 гг. — начальник отдела Министерства путей сообщения СССР.
В 1952—1954 гг. — начальник отделения ЦНИИ МПС СССР.
В 1954—1957 гг. — главный инженер Министерства путей сообщения СССР.
В 1957—1961 гг. — первый заместитель председателя Научно-технического Совета Министерства путей сообщения СССР.

Кирилл Степанович Симонов, первый заместитель председателя Научно-технического Совета МПС, провел первый пленум НТС МПС в 1959 году, на котором впервые были приняты важнейшие решения по применению вычислительной техники на железнодорожном транспорте

В 1961—1962 гг. — начальник Горьковской железной дороги.
Возглавил укрупнённую железную дорогу, в которую была включена Казанская железная дорога, ставшая Казанским отделением Горьковской железной дороги. Характеризовался как «эрудированный, требовательный командир производства».
В 1962—1985 гг. — заведующий отделом транспорта и связи ЦК КПСС.

Он был человеком кипучей энергии, широкого диапазона знаний в области техники, теории и эксплуатации отечественного и зарубежного транспорта. Требовательность к подчиненным у него сочеталась с заботой об условиях их жизни и быта.
До предложения перейти на работу в аппарат ЦК мы с Кириллом Степановичем были почти не знакомы. Но он, как оказалось с первого разговора, обо мне знал всё. <…> Мне ещё более стало ясно, что ЦК имеет возможность видеть и слышать глубоко и далеко.

Избирался депутатом Верховного Совета РСФСР 7-11-го созывов.
Делегат XXII, XXIII, XXIV, XXV и XXVI съездов КПСС. Член Центральной Ревизионной Комиссии КПСС (1966—1981), кандидат в члены ЦК КПСС (1981—1986).
Умер в 1994 году в Одессе.

## Награды
- Орден Ленина (01.08.1959, 16.04.1977)
- Орден Октябрьской Революции (26.08.1971)
- Орден Трудового Красного Знамени (04.08.1966)
- Орден Дружбы народов (14.11.1980)
- Орден Знак Почёта (1945)